# Biserica Sfânta Treime din Baia Mare
Biserica Sfânta Treime este un monument istoric și de arhitectură din municipiul Baia Mare. Edificiul prezintă similitudini arhitecturale cu Biserica Iezuiților din Cluj și cu Catedrala din Blaj.

## Istoric
Edificiul a fost ridicat ca biserică a ordinului iezuit. Pe lângă această biserică a funcționat colegiul iezuiților. Din 1880 școala a primit rang gimnazial, iar după reforma de învățământ din 1887 a ajuns în proprietatea statului. Gimnaziul s-a mutat după primul război mondial, locul său fiind preluat de o școală de fete. În 1926 sala de gimnastică a fost transformată în biserică ortodoxă.

## Imagini

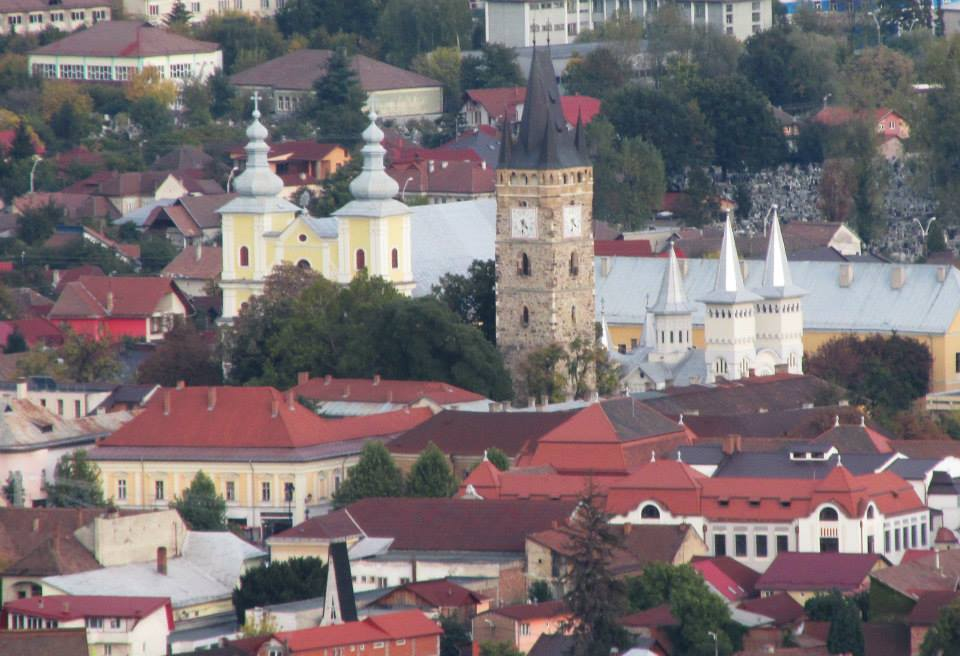
Biserica Sfânta Treime, Turnul Ștefan, fostul colegiu al iezuiților și sala de gimnastică transformată în biserică ortodoxă
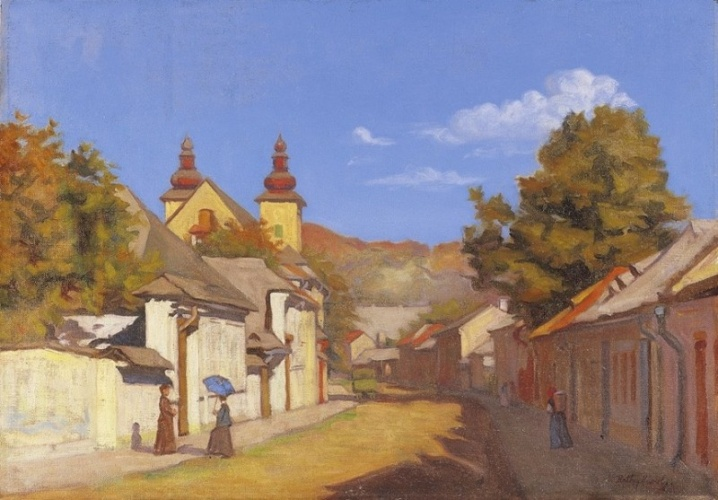
Károly Réthy (1884-1921), Stradă din Baia Mare, Belle Époque